# Sándor Domokos
Farczádi Sándor Domokos (Sándorfalva (Udvarhely megye), 1839. szeptember 2. – Székelykeresztúr, 1917. június 16.) állami tanítóképző-intézeti tanár.

## Élete
Sándor Gergely református lelkész és albisi Bod Krisztina fia. 1850. szeptembertől a marosvásárhelyi református gimnázium négy osztályát elvégezvén, 1855-ben a nagyenyedi Bethlen-főiskola V. osztályába lépett; ugyanott két évig a bölcseleti propaedeutikát és Kolozsvárott két évig teológiát hallgatott. Mint papjelölt két évig (1862-64) a nagyenyedi református gimnázium IV. osztályának tanítója volt. 1864 őszén külföldre ment és félévet a göttingeni, felet a hessen-marburgi és négyet az Utrechti Egyetemen töltött bölcseleti, neveléstani, antik és modern nyelvészeti tanulmányokkal. Ezen három év alatt beutazta Németországot, Hollandiát, Belgiumot; volt Angliában és az 1867. évi világkiállitáson Franciaországban. Külföldről 1867. június 8-án érkezett Budapestre. Az 1867–68. iskolai év második felét és az egész 1868–69. évet a sepsiszentgyörgyi Mikó-főtanodánál töltötte mint segédtanár, honnét hasonló minőségben a székelyudvarhelyi református főiskolához kapott meghívást a német és francia nyelv tanítására, itt töltötte az 1869–70. évet. 1870. augusztus 1-jén báró Eötvös József miniszter a székelykeresztúri állami tanítóképzőhöz kinevezte rendes tanárnak. 1876-tól 1881-ig a dévai állami tanítóképzőnél mint igazgató működött. Családi körülmények miatt visszatért Székelykeresztúrra rendes tanárnak. 1905-ben nyugdíjaztatását kérte.
Tanuló korában Kolozsvárt írta I. Béla című énekes költői elbeszélését, mely jutalmat nyert. Cikke a Néptanítók Lapjában (1878. Tájékozásul a népiskolai vak- és siketnéma oktatás kérdéséhez).

## Munkái
- Német pedagogiai olvasmányok fi- és nőtanitóképezdék III. és IV. osztályai számára. Jegyzetekkel és szótárral. Bpest, 1884.
- Gyakorló-könyv a népiskolai énektanításhoz. Weber J. R. nyomán. Bpest, 1884-1905. Három füzet. (Horváth Gyulával és Bátorfi Lajossal együtt. I. 2. kiadás 1884. 3. k. 1891., 4. k. 1900., II. 2. k. 1887., 3. k. 1898., III. 2. k. 1890., 3. k. 1905. Bpest. Ism. Néptanítók Lapja 1875. 163. l.).
- Magyar fogalmazó. Vezérkönyv, példa- és feladattár az oktatás középső fokán előforduló iskolai és házi prózai fogalmazványok készítéséhez. Főtekintettel a mindkét nemű és fokú tanítóképzők szükségeire. Székely-Udvarhely, 1896. (2. kiadás. Magyar fogalmazó. Gyakorlati útmutatás tanítónövendékek és néptanítók számára. Bpest, 1898.)
- Ismétlő füzet az írásművek elméletéhez. (Kézirat helyett.) Székely-Keresztúr, 1901.